# Chamaetylas fuelleborni
Chamaetylas fuelleborni é uma espécie de ave da família Muscicapidae.
Pode ser encontrada nos seguintes países: Malawi, Moçambique, Tanzânia e Zâmbia.
Os seus habitats naturais são: florestas subtropicais ou tropicais húmidas de baixa altitude.